# دوري أروبا لكرة القدم 2017–18
دوري أروبا لكرة القدم 2017–18 هو الموسم 57 من دوري أروبا لكرة القدم. كان عدد الأندية المشاركة فيه 10، وفاز فيه SV Dakota ‏.